# No, It Isn't
Singles de +44
Lycanthrope
(2006)
Pistes de When Your Heart Stops Beating
Wheatherman
(09) Make You Smile
(11)
No It Isn't est une chanson du groupe +44. Elle fut éditée en version démo et envoyée gratuitement aux acheteurs de produits dérivés sur le site du groupe. D'après l'emballage, il n'y aurait que 500 copies de ce single. Elle est ensuite sortie en téléchargement le 13 décembre 2005 sur le site officiel du groupe. Carol Heller, initialement dans le groupe avant son départ fin 2005, chantait dans cette version de la chanson, mais le chant fut réenregistré pour la version CD parue en 2006 sur l'album When Your Heart Stops Beating avec un nouveau paragraphe à la fin de la chanson :
Please Understand

Lay Rotting where I fall

I'm dead from bad intention

Suffocated and embalmed

And now all our dreams are cashed in

You swore you wouldn't lose then lost your brain

You make a sound that feels like pain

So please Understand

This isn't just goodbye

This is I can't stand you
La chanson fut disponible sur leur site officiel le même jour que l'anniversaire du membre de Blink-182, Tom DeLonge. Mark Hoppus déclara que ce n'était qu'une coïncidence, et que la décision de sortir la chanson ce jour-là n'était qu'une décision de management. Bien que Mark Hoppus ait nié dans un premier temps que cette chanson n'était pas adressée à Tom DeLonge, il admit par la suite qu'elle était à propos de la rupture de Blink-182 (il en dit de même pour la chanson Lycanthrope).
Il est à noter que le premier titre de la chanson était Everything's All Right et que No, It Isn't est en fait une réponse à l'ancien titre (tout va bien/non, ce n'est pas le cas).